# Heliura
Heliura – rodzaj motyli z rodziny mrocznicowatych i podrodziny niedźwiedziówkowatych.
Gatunki:
- Heliura banoca Dyar, 1914
- Heliura episcepsidis Dyar, 1914
- Heliura hecale Schaus, 1892
- Heliura pierus Cramer, 1782
- Heliura rhodophila Walker, 1856
- Heliura sanguipalpia Hampson, 1898
- Heliura tetragramma Walker, 1854
- Heliura thysbe Möschler, 1877